# Cerkev Marijinega vnebovzetja, Budslau
Cerkev Marijinega vnebovzetja (belorusko Касцёл Унебаўзяцця Найсвяцейшай Дзевы Марыі) je nekdanja bernardinska, danes župnijska katoliška cerkev v vasi Budslau, v Rajonu Mjadzjel, Minska regija, Belorusija. Cerkev je spomenik arhitekture poznega baroka. Ima Budslaujevo ikono Naše Gospe - eno najbolj cenjenih katoliških podob. Leta 1996 je papež Janez Pavel II. to ikono razglasil za zavetnico Belorusije.

## Zgodovina
Cerkev je bila prvič omenjena v dokumentih iz leta 1504, ko je veliki vojvoda Aleksander podelil vilnskim bernardincem 6000 morgenov gozda v okrožju Minsk. V stavbah so živele živeli od 2-4 osebe, imeli pa so tudi kapelo.
Leta 1591 je bila zgrajena lesena cerkev Vizitacije, v kateri je bila čudežna ikona Matere Božje, zadnjo je leta 1598 prinesel Jan Pats iz Rima (dar papeža Klementa VIII.) in jo leta 1613 dal v cerkev. Leta 1643 je bila zgrajena nova cerkev, leta 1750 pa župnišče. Gradnja nove cerkve se je začela 29. junija 1767; pri gradnji so uporabili nekaj zidov kapele iz 17. stoletja.
Leta 1783 so cerkev posvetili v čast Vnebovzetja Matere Božje. V drugi polovici 18. stoletja so cerkvi prizidali različne prostore. Od leta 1756 je bila ob samostanu glasbena šola, v letih 1793-1842 pa dveletna šola in bolnišnica. V letih 1731-1797 so v teološki šoli preučevali moralno teologijo in retoriko, število menihov je bilo približno med 4 in 17 ljudi.
Tempelj je bil zaprt leta 1852, nekateri njegovi menihi so sodelovali v vstaji 1863-64 .
Župnišče iz 19. stoletja je ohranjeno v bližini cerkve.

## Arhitektura
Cerkev je triladijska dvostopenjska bazilika brez apside, ima pa s transept. Glavna fasada z dvema stolpoma na straneh, je okrašena z bogato plastiko: pilastri, angažirani stebri ipd. Notranjost je prekrita s sodnimi oboki. Sferična kupola se nahaja na križišču glavne ladje in transepta. V kapeli svete Barbare je izklesan lesen oltar oznanjenja Blažene Device Marije (okoli leta 1643) - eden najpomembnejših zgodnjebaročnih spomenikov v Belorusiji. Hrbtna strani+ oltarja je razdeljena v korintsko stebrišče, ki služi kot prostor za 20 skulptur. Freske v cerkvi so se odlično ohranile do našega časa brez vmesnih sprememb.
- Budslau ikona naše Gospe
- Lesen stranski oltar Oznanjenja Blažene Device Marije, 17. stoletje